# Söderklobben (vid Koö, Raseborg)
Söderklobben är en ö i Finland. Den ligger i Finska viken och i kommunen Raseborg i den ekonomiska regionen  Raseborg i landskapet Nyland, i den södra delen av landet. Ön ligger omkring 96 kilometer väster om Helsingfors.
Öns area är 2,4 hektar och dess största längd är 250 meter i öst-västlig riktning.